# Новый Свет (Сумская область)
Новый Свет (укр. Новий Світ) — село,
Великоберезковский сельский совет,
Середино-Будский район,
Сумская область,
Украина.
Село ликвидировано в 1988 году .

## Географическое положение
Село Новый Свет находится на берегу реки Знобовка, между двумя её руслами,
выше по течению примыкает село Троицкое,
ниже по течению на расстоянии в 1 км расположено село Заречье,
на противоположном берегу — сёла Голубовка и Ясная Поляна.

## История
- 1988 — село ликвидировано [1].